# Cañada de Juanica
Cañada de Juanica är en ort i Mexiko.   Den ligger i kommunen Tierra Blanca och delstaten Guanajuato, i den centrala delen av landet, 210 km nordväst om huvudstaden Mexico City. Cañada de Juanica ligger 1 772 meter över havet och antalet invånare är 413.
Terrängen runt Cañada de Juanica är huvudsakligen kuperad. Cañada de Juanica ligger nere i en dal. Runt Cañada de Juanica är det ganska glesbefolkat, med 34 invånare per kvadratkilometer. Närmaste större samhälle är Victoria, 15,6 km norr om Cañada de Juanica. Trakten runt Cañada de Juanica består i huvudsak av gräsmarker.